# Septum transversum

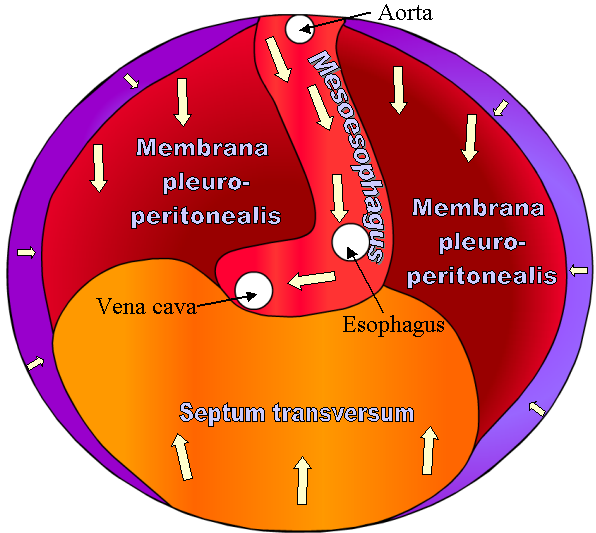
Diagrama del embrión.

El septum transversum en el ser humano es una lámina gruesa de tejido mesoblastico  que se origina del mesodermo visceral en el día 22 de la gestación, ocupando el espacio entre la cavidad torácica y el pedículo del saco vitelino. Este tabique no separa por completo las cavidades torácica y abdominal, sino que deja una comunicación amplia, que se conoce como canales pericardioperitoneales. Posteriormente, a la octava semana ya se lo puede ver al nivel de las vértebras torácicas pues básicamente es el tejido que formará el centro tendinoso del diafragma, y el omento menor.
- Datos: Q474159